# تپه احد تپه سی
تپه احد تپه سی مربوط به دوره ساسانیان - سده‌های اولیه و میانه دوران‌های تاریخی پس از اسلام است و در شهرستان گرمی، بخش مرکزی، دهستان اجارود غربی، روستای بنه واقع شده و این اثر در تاریخ ۱۵ دی ۱۳۸۷ با شمارهٔ ثبت ۲۴۰۰۴ به‌عنوان یکی از آثار ملی ایران به ثبت رسیده است.